# Шотте, Романи
Романи Шотте (фр. Romanie Schotte; род. 15 октября 1997) —  бельгийская модель, обладательница звания Мисс Бельгия 2017. Представительница Бельгии на конкурсах Мисс Вселенная и Мисс мира 2017 года.

## Биография
Родилась 15 октября 1997 года в Брюгге в семье бизнесмена Кристофа Шотте.
Студентка. Изучает менеджмент в малом и среднем бизнесе в университете Брюгге.
Выиграв местный конкурс Мисс Западная Фландрия, Романи стали участницей всебельгийского конкурса красоты. 14 января 2017 года на сцене театра в парке развлечений Plopsaland (Де-Панне) 19-летняя Шотте была провозглашена Мисс Бельгия. Она стала четвёртой подряд  представительницей фландрийского региона и пятой девушкой из Западной Фландрии, выигравшей титул.

## Скандал
После победы Романи попала под пристальное внимание СМИ и общественности.  В частности,  было обращено внимание на фото, размещённое моделью в социальной сети Instagram, где Романи позирует в общественном транспорте на фоне темного мужчины, которого Шотте в подписи к фотографии называет ниггером. Девушка и её отец отвергли все обвинения в расизме. Романи заявила, что по роду деятельности отца ей не раз приходилось бывать на африканском континенте и у неё нет предубеждений по поводу чьего-либо цвета кожи